# All I'm Asking For
All I'm Asking For is een nummer van de Nederlandse popgroep Krezip uit 2004. Het nummer werd uitgebracht in eigen beheer, nadat de groep ontslagen werd bij hun platenmaatschappij Warner Music.

## Achtergrond
In maart 2004 besloot Warner Music Benelux alle Nederlandse artiesten te ontslaan, vanwege bezuinigingen na een wereldwijde re-organisatie. Naast Krezip stonden ook onder anderen Ilse DeLange en Postman op straat.
Krezip besloot op zoek te gaan naar een nieuw platenlabel en in de tussentijd werden een aantal nieuwe nummers geschreven. All I'm Asking For is een van de nummers die werd gemaakt in die periode. Het nummer werd aangeboden op de website van Krezip. "We hebben nu even de vrijheid om te doen wat we willen. Dit is een extraatje voor de fans", aldus Jacqueline Govaert.
Naast een wisseling van platenlabel, later in 2004 tekende Krezip bij Sony BMG, ontstond er ook een andere bezetting binnen de groep. Thomas Holthuis, de gitarist van Krezip, werd vervangen door JanPeter Hoekstra, doordat de eerste naar Berlijn verhuisde. Daarnaast wordt Thijs Romeijn vervangen door Bram van den Berg.
Wegens het feit dat All I'm Asking For alleen werd aangeboden op de website van Krezip, verscheen het nummer niet in de Nederlandse Top 40, ondanks veel airplay op 3FM. Het nummer gaat over een voorbije liefde, waarbij zangeres Govaert smeekt om niet verlaten te worden ("don't walk away, that's all I'm asking for").